# Sh2-145
Sh2-145 è un'estesa nebulosa a emissione visibile nella costellazione di Cefeo.
Si individua nella parte centrale della costellazione, a circa un quarto della distanza angolare fra ι Cephei e μ Cephei; il periodo più indicato per la sua osservazione nel cielo serale ricade fra i mesi di luglio e dicembre ed è notevolmente facilitata per osservatori posti nelle regioni dell'emisfero boreale terrestre, dove si presenta circumpolare fino alle regioni temperate calde.
Si tratta di una grande nebulosa di aspetto eterogeneo e disperso, privo di una struttura uniforme e suddivisa in più spezzoni; si trova alla distanza di circa 900 parsec (oltre 2900 anni luce) in direzione delle associazioni stellari Cepheus OB2 e Cepheus OB3 e forse legata alla superbolla in espansione Cepheus Bubble. Nei suoi pressi sono state riconosciute alcune stelle responsabili della sua ionizzazione: si tratta di HD 213023, una stella multipla di classe spettrale O9V, BD+62 2078, di classe O7V, più due supergiganti blu di classe B.